# Montcuq
Ne doit pas être confondu avec Montcul.
Montcuq (/mɔ̃.kyk/) est une ancienne commune française située dans le département du Lot, en région Occitanie, devenue, le 1er janvier 2016, une composante de la commune nouvelle de Montcuq-en-Quercy-Blanc.
Le nom du village a été popularisé en 1976 par un sketch (basé sur une prononciation volontairement tronquée du toponyme occitan) de Pierre Bonte avec Daniel Prévost pour l'émission satirique Le Petit Rapporteur.

## Géographie
La ville de Montcuq est située sur la route départementale D 653 à 25 km au sud-ouest de Cahors, dans le Quercy et plus précisément dans le Quercy Blanc.

### Communes limitrophes
| Belmontet (Montcuq-en-Quercy-Blanc)    | Fargues    | Bagat-en-Quercy, Saint-Daunès                    |
| Sainte-Croix (Montcuq-en-Quercy-Blanc) | Montcuq    | Saint-Pantaléon (par un quadripoint), Lascabanes |
| Lebreil (Montcuq-en-Quercy-Blanc)      | Montlauzun | Saint-Cyprien, Saint-Laurent-Lolmie              |

### Hydrographie
La commune est située sur la Barguelonnette et, au lieu-dit de Saint-Geniez, sur le Tartuguié.

### Géologie
Le site de Montcuq est situé sur une colline verte qui domine le cours de la Barguelonnette et les vignobles de chasselas. Les rues médiévales, parfois en escalier, toujours pentues, montent vers le dôme rocheux dit « La Roque », couronné d'un haut donjon solitaire, vertical, rectiligne, fait d'une tour et d'une tourelle rectangulaire. Le tout culmine à 24 mètres de haut. Le donjon est le seul vestige d'un château fort.
Montcuq est un peu « divisée en deux ». En effet, le véritable village est construit sur le haut de la colline et c'est là que l'on retrouve la place principale, le marché, les ruelles typiques, les deux églises, Saint-Privât et Saint-Hilaire... Mais la ville s'est étendue notamment vers une petite banlieue avec le petit quartier de Saint-Jean et une petite zone industrielle et commerciale qui longe la rivière.

## Toponymie
Le nom de la localité est attesté sous la forme latinisée de Montecuco en 1257, nom identique à Montcuq (Montcuc vers 1127 - 1139, Belvès, Dordogne).
En réalité, il s'agit probablement d'un toponyme pléonastique (tautologie), basé sur un thème préceltique *kuk (autrement *cucc) « hauteur », traduit au Moyen Âge par l'occitan mont « mont, hauteur » en référence à l'emplacement du village, bâti au sommet d'une colline,,.
Cette racine préceltique *kuk signifiant « hauteur », « promontoire » ou « lieu élevé » se vérifie régionalement dans des dérivés romans avec le même sens ou un sens voisin : dans la région lyonnaise, un cuchon (avec un suffixe diminutif -on) désigne « un petit tas ». On trouve également kukkuru « pointe, hauteur » en sarde et cucco en Corse et Italie, cucca « tête » en sicilien, termes renforçant l'hypothèse d'une origine préceltique, puisque les langues celtiques n'ont jamais été parlées dans ces régions et qu'en revanche, on possède de nombreuses traces toponymiques de langues pré-italiques, non indo-européennes. La racine *kuk est présente également dans les Balkans et même au-delà en Asie. Sa forme affaiblie est tsuk, suk (juk- en basque) connue en occitan (suc) mais aussi en albanais (sukë) et même en hongrois (csucs).
En occitan, le nom de la commune est Montcuc.
Ses habitants sont appelés les Montcuquois.

## Histoire
La fondation de Montcuq remonte à l'époque gallo-romaine.
Au XIIe siècle, c’était le chef-lieu d'une châtellenie. Vers 1224, Raymond VII, comte de Toulouse, donna une charte de coutumes. Cette charte de coutumes nous est parvenue car elle était encadrée dans des lettres patentes de Louis XI, datées du 30 novembre 1463, mais qui n'est connue que grâce à une copie datée de 1606 comme l'indique une apostille : « Ce livre comprend 103 feuillets escripts par moy Parayre, du mandement d'Ant. Parayre, consul en l'an 1606 ». Il existe aussi une copie de cette charte provenant du Trésor des Chartes, édité dans les Ordonnances des rois de France de la Troisième race, 1814, t. XVI., p. 124-136.
Montcuq, à forte implantation cathare et vaudoise, et qui avait reçu sa charte de Raymond VI, prit tout naturellement le parti occitan.
Le 1er juin 1212, Simon de Montfort s'empara de la place forte désertée par ses défenseurs et en fit don à Beaudouin, demi-frère du comte de Toulouse, rallié aux croisés.
Le 17 février 1214, sous le règne de son oncle Philippe-Auguste, Beaudouin comte de Toulouse se rendit au château de Lolmie (commune de Saint-Laurent-Lolmie, ruines du château XIIIe siècle, au sud de Montcuq). Rallié à la cause albigeoise et cathare, après un bref combat, il fut arrêté par Ratier de Castelnau (pourtant allié de Montfort), Bertrand de Mondenard et le seigneur de Montpezat. Conduit à Montcuq et privé de nourriture, il refusa d'ordonner à ses soldats, enfermés dans le donjon de se rendre. La garnison française se rendit pourtant moyennant la vie sauve. Le chroniqueur assure qu'elle fut aussitôt massacrée. Beaudouin, emmené à Montauban, fut pendu sur ordre de son frère.
Après le traité de Meaux en 1229, le roi de France fit abattre les murs de la ville et le château, dont il ne reste que le donjon, gardé afin de prévenir d'éventuelles attaques ennemies. En effet, le donjon, point stratégique, offre un panorama intéressant sur la vallée de la Barguelonne de par sa hauteur.
Montcuq fut, au XIVe siècle, plusieurs fois reprise par les Anglais et, au XVIe siècle, ravagée par les huguenots qui pillèrent le couvent des Cordeliers.
Entre 1790 et 1794 la commune absorbe celle voisine de Saint-Privat-de-Montcuq et, entre 1795 et 1800, celles voisines de Rouillac, Saint-Geniès et Saint-Sernin ; la commune de Saint-Geniès a porté, durant la Révolution, le nom de Geniès.
Jacques Chapou, né à Montcuq en 1909, sera durant la seconde guerre mondiale l'un des chefs qui commandent la prise de Tulle en 1944.
Étape du pèlerinage de Saint-Jacques-de-Compostelle
Le village est situé sur l'un des chemins du pèlerinage de Compostelle : sur la via Podiensis du pèlerinage de Saint-Jacques-de-Compostelle, on vient de Lascabanes ; la commune suivante est Lauzerte, ancienne bastide avec son église Saint-Barthélemy.
Fusion de communes
Dans un contexte de baisse des dotations de l'État, et afin d'obtenir le maintien de la DGF, de réaliser des économies, de mutualiser les moyens tout en gardant une certaine autonomie aux anciennes communes, les communes de Belmontet, Lebreil, Montcuq, Sainte-Croix et Valprionde décident de fusionner pour former la commune nouvelle de Montcuq-en-Quercy-Blanc.
Celle-ci est créée le 1er janvier 2016, entraînant la transformation des cinq anciennes communes en « communes déléguées » dont la création a été décidée par un arrêté préfectoral du 20 octobre 2015,.
Le fonctionnement des mairies annexes ayant été suspendu depuis avril 2019, si ce n'est pour l'enregistrement des actes d'état civil et afin de réduire les frais de fonctionnement de la structure, le conseil municipal du 26 mai 2020, après avoir réélu le maire sortant après les élections municipales de 2020 dans le Lot, a décidé de supprimer les communes déléguées de Montcuq, Lebreil, Sainte-Croix, Valprionde et Belmontet pour ne plus faire qu’une seule entité territoriale : Montcuq-en-Quercy-Blanc.

## Politique et administration

### Liste des maires
Liste des maires successifs de la commune jusque fin 2015
Liste des maires successifs de la commune déléguée
| Période      | Période  | Identité        | Étiquette | Qualité                                                                                      |
| ------------ | -------- | --------------- | --------- | -------------------------------------------------------------------------------------------- |
| janvier 2016 | mai 2020 | Alain Lalabarde | LR        | Maire de Montcuq-en-Quercy-Blanc (2016 → ) Vice-président de la CC du Quercy Blanc (2020 → ) |

Le fonctionnement des mairies annexes ayant été suspendu depuis avril 2019, si ce n'est pour l'enregistrement des actes d'état-civil et afin de résuire les frais de fonctionnement de la structure, le conseil municipal de Montcuq-en-Quercy-Blanc du 26 mai 2020, après avoir réélu le maire sortant après les élections municipales de 2020 dans le Lot, a décidé de supprimer les communes déléguées de Montcuq, Lebreil, Sainte-Croix, Valprionde et Belmontet pour ne plus faire qu’une seule entité territoriale : Montcuq-en-Quercy-Blanc.

## Population et société

### Démographie
L'évolution du nombre d'habitants est connue à travers les recensements de la population effectués dans la commune depuis 1793. À partir du 1er janvier 2009, les populations légales des communes sont publiées annuellement dans le cadre d'un recensement qui repose désormais sur une collecte d'information annuelle, concernant successivement tous les territoires communaux au cours d'une période de cinq ans. 
Pour les communes de moins de 10 000 habitants, une enquête de recensement portant sur toute la population est réalisée tous les cinq ans, les populations légales des années intermédiaires étant quant à elles estimées par interpolation ou extrapolation. Pour la commune, le premier recensement exhaustif entrant dans le cadre du nouveau dispositif a été réalisé en 2005,.
En 2013, la commune comptait 1 241 habitants, en évolution de −5,63 % par rapport à 2008 (Lot : +0,05 %, France hors Mayotte : +2,49 %).
| 1793  | 1800  | 1806  | 1821  | 1831  | 1836  | 1841  | 1846  | 1851  |
| ----- | ----- | ----- | ----- | ----- | ----- | ----- | ----- | ----- |
| 1 330 | 1 970 | 2 093 | 2 160 | 2 272 | 2 257 | 2 314 | 2 329 | 2 356 |

| 1856  | 1861  | 1866  | 1872  | 1876  | 1881  | 1886  | 1891  | 1896  |
| ----- | ----- | ----- | ----- | ----- | ----- | ----- | ----- | ----- |
| 2 352 | 2 321 | 2 250 | 2 196 | 2 111 | 2 167 | 1 957 | 1 977 | 1 868 |

| 1901  | 1906  | 1911  | 1921  | 1926  | 1931  | 1936  | 1946  | 1954  |
| ----- | ----- | ----- | ----- | ----- | ----- | ----- | ----- | ----- |
| 1 758 | 1 639 | 1 582 | 1 331 | 1 407 | 1 232 | 1 310 | 1 256 | 1 220 |

| 1962  | 1968  | 1975  | 1982  | 1990  | 1999  | 2005  | 2010  | 2013  |
| ----- | ----- | ----- | ----- | ----- | ----- | ----- | ----- | ----- |
| 1 197 | 1 121 | 1 096 | 1 071 | 1 189 | 1 263 | 1 310 | 1 273 | 1 241 |

### Manifestations culturelles et festivités

#### Le festival de la chanson à texte de Montcuq
En 2005, Henri Courseaux cofonde avec Claire de Villaret et l'association Musique Cours et Granges, le Festival de la chanson à texte de Montcuq. Ce festival a lieu tous les ans vers la fin juillet.

#### Concours d'enduranceinternational de Montcuq
Depuis plus de 30 ans se déroule chaque année, durant le week-end le plus proche de la Toussaint, à Montcuq et dans sa région un des concours d'endurance internationaux (CEI), une épreuve d'équitation réputée appelée « Les Deux Jours de Montcuq ».

#### Autre
La Rue des enfants, festival jeune public d'arts de la rue, organisé au mois de septembre depuis 2008.
En 2017, première édition, renouvelée, des Médiévales.
Montcuq en fête, fête du village régulière le week-end suivant le 15 août.
Bal du 14 juillet organisé par les sapeur-pompiers

## Économie
Montcuq est aujourd'hui un bourg actif, ouvert au tourisme, et riche d'une coopérative agricole et fruitière, et du voisinage de la fabrique de meringues et de gaufres de Saint-Daunès.

## Culture locale et patrimoine

### Lieux et monuments

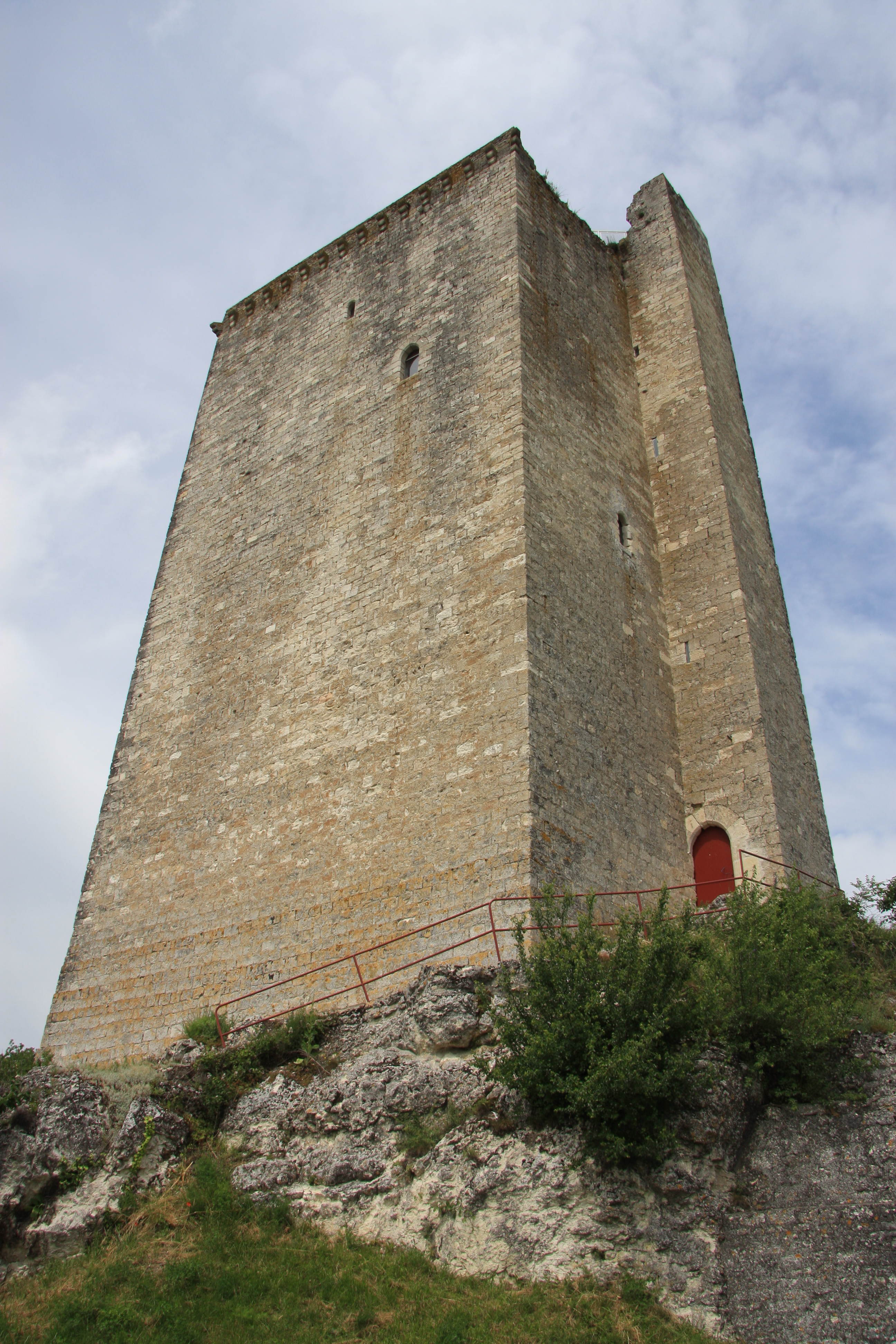
Le donjon.

- Le donjon haut de 24 mètres, du XIIe siècle est ouvert aux visites en juillet et août. Un escalier taillé dans la pierre mène à l'unique porte, celle de la tourelle-escalier. À travers un mur épais de deux mètres, elle donne accès à la tour où se superposent de grandes salles de 12 mètres sur 8, sur quatre niveaux. La salle basse servait de magasin, celles des premier et second étages avaient une cheminée.
- Le Château de Charry à Montcuq
- Le Château de Fontauda à Montcuq
- La mairie du XIVe siècle a une cloche du XVIe siècle dans son beffroi ; plusieurs maisons sont des XIVe et XVe siècles.
- L'église Saint-Hilaire, au clocher octogonal, conserve un chœur du XIVe siècle avec de grandes baies gothiques et des vitrages modernes.
- La chapelle du couvent des Cordeliers, au quartier Saint-Privat, a un portail du XIe siècle.
- Le lac de Saint-Sernin.
- La grotte de Roland, est découverte en 1949 par le propriétaire des lieux, Fernand Vignoles. Ce dernier y réalise des travaux d'aménagement d'une partie du réseau souterrain, sur un parcours de 410 m, pour l'ouvrir au public de 1971 à 1990. Louis et Nicole Vignoles la rouvrent de 1993 au 31 décembre 2011. La grotte est ensuite utilisée pour des études scientifiques[25],[26] :
  - de climatologie par la Royal Holloway de Londres ;
  - de sismologie par l'université Paul Sabatier de Toulouse.
- L'église romane de Rouillac et ses fresques du XIIe siècle aujourd'hui libérées d'un enduit[27].

### Culture populaire

#### Le Petit Rapporteur
La commune de Montcuq connaît une certaine notoriété à partir de 1976 grâce à un sketch sous la forme d'un reportage de Pierre Bonte avec Daniel Prévost pour l'émission satirique Le Petit Rapporteur diffusée sur TF1. Dans ce sketch, le pseudo journaliste commente : « Aujourd'hui, pour la première fois, je suis heureux de vous montrer Montcuq à la télévision ». Comme dans les mots cinq ou coq, la consonne finale se prononce et l'on doit dire Moncuk, cependant Daniel Prévost prononce volontairement le nom du village comme « mon cul », ce qui donne lieu à des jeux de mots grivois (le poêle de Montcuq, l'arrêt (de bus) de Montcuq ou ces questions posées au maire : « Moncuq est-il bien éclairé la nuit ? » ; « Il y a bien une spécialité dans votre village ? Montélimar c'est du nougat, et Montcuq, c'est du poulet ? »...). Pour rendre hommage à ce sketch qui a donné une notoriété à la commune, une « rue du Petit-Rapporteur » est inaugurée le 8 avril 2007.

#### Georges Brassens
Georges Brassens avait déjà cité Montcuq dans sa Ballade des gens qui sont nés quelque part, sur l'album Fernande (1972) :
Qu'ils sortent de Paris ou de Rome ou de Sète

Ou du diable Vauvert ou bien de Zanzibar

Ou même de Montcuq, ils s'en flattent, mazette

Les imbéciles heureux qui sont nés quelque part

#### Nino Ferrer
Nino Ferrer adopte en 1977 la commune de Montcuq, où il s'installe en famille. Il achète la propriété La Taillade, aux abords du village de Saint-Cyprien.
« En 1977, nous avions depuis longtemps l'idée de quitter Paris et nous avons eu un coup de cœur pour cette maison, raconte Kinou Ferrari. En tournée, le Lot était l'une des régions les plus belles et accueillantes. Et pas un jour je ne regrette d'y être restée vivre. » Nino Ferrer établit en ce lieu une sorte de retraite médiatique, loin de la vie parisienne. Il se consacre à la peinture, à la gravure et à l'élevage de chevaux. Il enregistre à La Taillade, qu'il aménage en studio d'enregistrement, huit albums studio, qui ne connaissent pas le succès des précédents.
Ferrer participe activement à la vie de la commune, en organisant notamment le bicentenaire de la Révolution en 1989. Il envoie pour l'occasion à Paris certains Montcuquois chanter La Marseillaise dans l'émission Champs-Élysées. Il est très proche de la ville et de ses habitants.
Il se donne la mort en 1998 d'une balle dans le cœur. Son corps est retrouvé dans un champ de blé sur les plateaux de la commune.
Arthur, un de ses fils, et Kinou, sa veuve, vivent encore à La Taillade,.
L'été 2018 à Montcuq est marqué par le vingtième anniversaire de la mort de l'artiste. Pour l'occasion, plusieurs expositions des œuvres de Nino Ferrer, ainsi qu'un important concert ont lieu. Matthieu Chedid et Sanseverino y participent.

#### Monopoly
En septembre 2007, Hasbro, l'éditeur du jeu le Monopoly, décide de lancer une édition « Villes de France » en donnant libre choix aux internautes qui se rendent sur le site officiel de choisir les villes représentant les 22 cases des rues du jeu de société. À l'initiative d'un habitant de Montcuq, Laurent Bazet, un appel est lancé à voter Montcuq dès le 12 septembre 2007. Le décès de Jacques Martin le 14 septembre replace le village de Montcuq dans l'actualité et renforce sa popularité. Le 16 septembre, un site fréquenté par des passionnés de jeux de société, Trictrac.net, lance à son tour un appel à voter Montcuq. Le relais se fait alors très rapidement, divers blogs et sites se joignant à cet appel et le faisant circuler. Dès le 20 septembre, Montcuq est premier de ce classement ce qui lui permettrait théoriquement de remplacer la rue la plus chère, c'est-à-dire la « rue de la Paix ».
D'après Hasbro, il y aurait eu plus de 750 000 votes, beaucoup plus que le résultat escompté. Une note AFP en date du 9 octobre parle de ce phénomène et de nombreux journaux français ont écrit un article à ce propos.
L'éditeur a cependant annoncé le 9 novembre 2007 que, bien que la ville arrive largement en tête des suffrages, Montcuq ne ferait pas partie des villes retenues et serait remplacée par la ville de Dunkerque, arrivée en seconde position dans le classement. Cette élimination a scandalisé votants et médias, Télérama n'hésitant pas à la qualifier de scandale et d'injure. Pour atténuer cette élimination contraire à son propre règlement, Hasbro a annoncé la publication parallèle d'une édition spéciale Montcuq, estimant ses prévisions de ventes entre 5 000 et 10 000 exemplaires. Tirée à 5 000 exemplaires, cette édition, après avoir connu un vif succès, est aujourd'hui [Quand ?] épuisée.

#### Raid cycliste Parla-Montcuq
En mai 2013, un cycliste amateur français originaire de Houilles a parcouru à vélo en sept jours les 1 000 kilomètres qui séparent la ville espagnole de Parla de la ville de Montcuq. À son arrivée, il déclara que ses motivations étaient le goût de l'effort et celui des calembours, puisqu'il avait dénommé son périple le « Raid Parla-Montcuq »,.

#### KKC Orchestra
En 2015, le groupe de hip-hop et electro swing KKC Orchestra a choisi la commune de Montcuq (dont le chanteur du groupe est originaire) pour y tourner un clip. Ce clip musical illustre le morceau "1994" dans lequel le parolier du groupe y raconte son adolescence et sa découverte du hip-hop lorsqu'il habitait à Montcuq. Composé de 3 plans-séquences, le clip a été entièrement tourné à l'envers (à la manière du clip "Drop" du groupe de rap américain The Pharcyde, réalisé par Spike Jonze) puis remis à l'endroit au montage.

#### Popcorn, talk-show sur Twitch
Le 7 mars 2022, la ville gagne un tournoi sur Twitter face à Lyon, organisé par l'émission Popcorn et animée par le streameur Domingo. Ce tournoi visait à déterminer la ville qui accueillerait le talk-show qui sera diffusé en direct sur Twitch durant l'été 2022 et qui a recueilli plus de 250 000 votes pour la finale. La ville avait déjà battu Toulouse, Annecy, Rennes et La Rochelle avant d'accéder à la finale. Originellement prévue pour être une émission en public, la victoire de la ville de Montcuq, dépourvue de grandes salles pouvant accueillir du public, a fait évoluer le concept pour le transformer en festival musical.
Le festival a lieu le 2 juillet 2022 au stade municipal, et a pour invités de nombreux streamers (ZeratoR, Ponce, Etoiles, MisterMV, Zack Nani, Baghera Jones, AVAMind, Xari) ainsi qu'un concert d'artistes : PLK en tête d'affiche, ainsi que Bomel, LittleBigWhale et PV Nova, Berywam, The Toxic Avenger et Asdek. Les 4 000 places pour le festival ont été écoulées en quelques minutes.

### Personnalités liées à la commune
- Bertrand de Saint-Geniès (1260-1350), né à Montcuq, professeur à l’Université de Toulouse, patriarche d’Aquilée et homme de guerre.
- Raymond Bernard Flamenc, né à Montcuq vers 1355 et mort après 1402, est un jurisconsulte réputé, conseiller des ducs Louis Ier et Louis II d'Anjou et de la duchesse Marie de Blois, actif à la Cour pontificale d'Avignon[47]
- Joseph de Puniet de Monfort, général d'Empire, est né au château de Ventalays, près de Montcuq. Il fut conseiller général du canton de Montcuq.
- Charles Joseph Étienne de Folmont (1784-1858), homme politique né à Montcuq, maire de Montcuq, député du Lot de 1827 à 1828.
- Rémy Cayx (1793-1858), député du Lot né sur la commune.
- David Garnett (1892-1981), écrivain et éditeur britannique.
- Jean-Jacques Chapou (1909-1944), résistant, alias "Capitaine Philippe".
- Étienne Laray, acteur de théâtre dont la famille est originaire du village[48].

### Héraldique
| Blason de Montcuq | Blason  | D'azur aux trois tours d'argent maçonnées de sable, posées sur un mont de gueules mouvant de la pointe, au chef cousu parti aussi d'azur chargé d'une fleur de lys d'or et aussi de gueules chargé d'une croisette cléchée, vidée et pommetée de douze pièces aussi d'or. |
| Blason de Montcuq | Détails | Le statut officiel du blason reste à déterminer. |

## Pour approfondir